# ダグ・ユール
ダグ・ユール（Doug Yule、1947年2月25日 - ）は、アメリカのミュージシャン・歌手であり、1968年から1973年までヴェルヴェット・アンダーグラウンドのメンバーとして活動していたことで知られる。

## 略歴

### 生い立ちと初期の活動
ユールはニューヨーク州ロングアイランドのミネオラで生まれ、グレートネックで5人の姉妹や弟と育った。子供の頃にはピアノとバリトン・ホルンのレッスンを受けた。ヴァイオリンのレッスンをやりたいと言ったがヴァイオリンを借りる必要があり、バリトン・ホルンは無料で入手できたのだと後にインタビューで語った。
高校ではチューバ、ギター、バンジョーを演奏し、教会の聖歌隊で歌った。
1965年から1966年にかけてボストン大学に通い演技を学んだ。ボストンでは、グラス・マネジャリー (Grass Managerie）のウォルター・パワーズとウィリー・アレクサンダーと出会った。1966年から1967年にかけてニューヨーク、カリフォルニア、ボストンでグラス・マネジャリーやその他のバンドと共演した。

### ヴェルヴェット・アンダーグラウンド

#### 1968年 - 1970年
ユールがヴェルヴェット・アンダーグラウンドと最初に出会ったのは、ボストンのリバー・ストリートのアパートだった。そこはバンドのロード・マネージャーだったハンス・オンサーガーから借りた物件で、バンドが街で演奏するときに滞在することもあった。当時のメンバーはルー・リード、ジョン・ケイル、スターリング・モリソン、モーリン・タッカーだった。ユールの巧みなギターテクニックは、モリソンの耳を掴んだ。
1968年にケイルがリードによってヴェルヴェット・アンダーグラウンドを脱退させられ、ユールはケイルの代わりとしてバンドに加わった。彼はサード・アルバム『ヴェルヴェット・アンダーグラウンド』（1969年）で初めてスタジオ・アルバムへの参加を果たし、ベースとオルガンを演奏した。アルバムのオープニングを飾る「キャンディ・セッズ」でリードボーカルを務め、「ジーザス」ではバックコーラス、「殺人ミステリー」はタッカーとのツインボーカルでコーラス部分を歌っている。
リードの声がツアーで緊張したとき、ユールはいくつかの曲でリードボーカルを担当した。現代音楽の素養があり前衛性を追求していたケイルに対し、彼は演奏技術に長けたミュージシャンであると考えられていた。そして彼の独特のメロディー・スタイルはヴェルヴェット・アンダーグラウンドをよりメインストリームの方向に動かしたいというリードの願望に合致していた。
彼の役割は4枚目のアルバム『ローデッド』（1970年）でさらに増した。「フー・ラヴズ・ザ・サン」「ニュー・エイジ」「ロンサム・カウボーイ・ビル」「オー・スウィート・ナッシン」の4曲でリードボーカルを担当し、キーボードとドラムを含む6種もの楽器を演奏した。彼のリードボーカルは1997年にリリースされた『ローデッド』の「Fully Loaded Edition」というCD再発盤に収録された「Ride into the Sun (Demo)」でも聴くことができる。弟のビリーも、妊娠中だったドラマーのタッカーに代わって、レコーディングに参加した。

#### 1970年 - 1973年（ローデッド・ツアーとヴェルヴェット・アンダーグラウンド最終公演）
1970年8月、リードはニューヨークのクラブであるマクシズ・カンサス・シティに出演する為に滞在中にヴェルヴェット・アンダーグラウンドを脱退した。バンド・マネージャーのスティーヴ・セスニックは保留となったライブの契約履行のため、また同年11月に発表される『ローデッド』の宣伝をするために、残ったユール、タッカー、モリソンにヴェルヴェット・アンダーグラウンドとして演奏を続けさせることに決めた。ユールはリードボーカルを引き継ぎ、メイン楽器をベースからギターに切り替えた。新しいベーシストとしてウォルター・パワーズが採用された。
1971年春に『ローデッド』がヨーロッパでリリースされた後、8月にモリソンがテキサス大学の大学院に入学するため脱退し、代わりにキーボードのウィリー・アレクサンダーが加入した。しかしアレクサンダー、パワーズ、タッカーは、『ローデッド』を宣伝するための数少ないヨーロッパ公演の前にセスニックから解雇が言い渡され、1972年後半に脱退していった。オリジナル・メンバーはが残っていないなか、ユールは急遽集められたミュージシャンたちと共に1972年もヴェルヴェット・アンダーグラウンドとしての公演を行なった。
1972年後半、ユールはディープ・パープルのイアン・ペイスや何人かのセッション・ミュージシャンと共にアルバム『スクイーズ』をレコーディングした。1973年2月に発表された同アルバムは実質的に彼のソロ・アルバムだったが、セスニックとポリドールとの間に結ばれた契約上の合意と前年に発表されて好評を博したアルバム『ライヴ・アット・マクシズ・カンサス・シティ』の成功を受けて、ヴェルヴェット・アンダーグラウンドの5作目のアルバムとして発表された。彼の意向に反してプロモーターから「ヴェルヴェット・アンダーグラウンド」として売り出された1973年初頭の2回の最終公演を終え、ヴェルヴェット・アンダーグラウンドは正式に解散した。

### ヴェルヴェット・アンダーグラウンドの解散後

#### ルー・リードとの活動（1974年 - 1976年）
1974年、ユールはリードから連絡を受け、ソロ・アルバム『死の舞踏』（1974年）を締めくくる曲「Billy」でメロディックなベース・トラックを録音した。そしてリードのバンドのギタープレーヤーとして、その後のアメリカとヨーロッパでのツアーに参加した。ツアー後、バンドは解散したが、彼は1975年にリードから呼び戻され、次のアルバム『コニー・アイランド・ベイビー』のギターとベースのトラックをいくつか録音した。

#### 1976年 - 1978年（エリオット・マーフィー、アメリカン・フライヤー、音楽活動休止）
1976年初頭、ユールはエリオット・マーフィーのアルバム『ナイト・ライツ』（1976年）でギターを弾き、その年の後半にドラマー兼バック・シンガーとしてアメリカン・フライヤーというバンドに加わった。
アメリカン・フライヤーは1976年から1978年まで活動したカントリーロック・バンドであり、ブラッド・スウェット・アンド・ティアーズのギタリストだったスティーヴ・カッツも参加していた。ユナイテッド・アーティスツとメジャーレーベル契約を結び、興味を持ったジョージ・マーティンが音楽プロデューサーとして参加したデビュー・アルバム『アメリカン・フライヤー』を発表。同アルバムはBillboard 200で初登場87位を記録し、1976年に80位で初登場したシングル「Let Me Down Easy」もマイナーヒットした。
しかし続くセカンドアルバム『スピリット・オブ・ア・ウーマン』はそれほど高いチャート・アクションを得られず、レーベルが期待するほどの人気を得られなかったことで彼等は解散を決めた。ユールはフルタイムで音楽に携わることをやめ、家具職人やヴァイオリンなどの弦楽器製作者になった。

### 1990年代から現在
1993年初頭にヴェルヴェット・アンダーグラウンドが再結成されたとき、モリソンはユールのバンドへの参加を求めたが、リードとケイルは最終的にそれを認めず、6週間にわたるヨーロッパでの再結成ツアーとそれに続くライブ・アルバム『ライヴ1993 (Live MCMXCIII)』のメンバーから彼を除外した。それまでにサンフランシスコ・ベイエリアに隠遁していた彼は、世間がヴェルヴェット・アンダーグラウンドに関心を抱き続けたので、1995年に発売されたボックスセット『ピール・スローリー・アンド・シー』の宣伝も兼ねて再び公の場に戻り、自分が在籍していた時についてジャーナリストや様々な同人誌からのインタビューを受けた。彼は1995年に亡くなったモリソンの訃報に対して寄稿している。
1996年にヴェルヴェット・アンダーグラウンドがロックの殿堂入りした時、彼は受賞者には含まれなかった。しかし彼はヴェルヴェットのビジネス・パートナーシップのメンバーであり続け、時として在籍時についてのインタビューを受け続けた。
1997年、彼はヴァイオリンを手にして再びレコーディング活動を始めた。「Beginning To Get It」という曲が1998年のベネフィット・コンピレーション『A Place To Call Home - A Benefit For Mass. Adoption』に収録された。2000年にはいくつかのコンサートで演奏し、2002年にライブ・アルバム『テラストック (ライヴ・イン・シアトル)』が日本でリリースされた。同年、彼はタッカーのライブ・アルバム『Moe Rocks Terrastock - Live In Seattle 11/05/2000』に参加した。2006年8月31日、ニューヨークにおいて30年以上ぶりに公の場に登場し、ピアノでライドのマーク・ガードナーと共演した。
2009年12月8日、彼は『The Velvet Underground – New York Art』の出版を記念してニューヨーク公共図書館にリードとタッカーと共に出演した。この本はアンディ・ウォーホルのカバー・デザインに包まれた、ヴェルヴェット・アンダーグラウンドのニューヨークにおける初のパフォーマンスの模様を捉えた貴重な写真のコレクションである。デヴィッド・フリッケがイベントのモデレーターを務め、彼等はソールドアウトしたライブのオーディエンスとの質疑応答を行った。

## 私生活
ユールは現在、パートナーのベスと息子と一緒に、シアトルのウォリングフォードで暮らしている。

## ディスコグラフィ

### ソロ・アルバム
- 『テラストック (ライヴ・イン・シアトル)』 - Live in Seattle (2002年)

### ヴェルヴェット・アンダーグラウンド
- 『ヴェルヴェット・アンダーグラウンド』 - The Velvet Underground (1969年)
- 『ローデッド』 - Loaded (1970年)
- 『ライヴ・アット・マクシズ・カンサス・シティ』 - Live at Max's Kansas City (1972年) ※ライブ
- 『スクイーズ』 - Squeeze (1973年)
- 『1969〜ヴェルヴェット・アンダーグラウンド・ライヴ』 - 1969: The Velvet Underground Live (1974年) ※ライブ
- 『VU』 - VU (1985年) ※コンピレーション
- 『アナザー・ヴュー』 - Another View (1986年) ※コンピレーション
- Chronicles (1991年) ※コンピレーション
- 『ピール・スローリー・アンド・シー』 - Peel Slowly and See (1995年) ※ボックスセット
- 『FINAL V.U 1971-1973』 - Final V.U. 1971–1973 (2001年) ※ライブ
- 『ブートレグ・シリーズVol.1〜ライヴ1969:ザ・クワイン・テープス』 - The Quine Tapes (2001年) ※ライブ
- The Very Best of the Velvet Underground (2003年) ※コンピレーション
- 『ザ・コンプリート・マトリックス・テープズ』 - The Complete Matrix Tapes (2015年) ※ライブ

### ルー・リード
- 『死の舞踏』 - Sally Can't Dance (1974年)
- 『コニー・アイランド・ベイビー』 - Coney Island Baby (1976年)
- 『思考と象徴のはざまで』 - Between Thought and Expression (1992年) ※コンピレーション

### アメリカン・フライヤー
- 『アメリカン・フライヤー』 - American Flyer (1976年)
- 『スピリット・オブ・ア・ウーマン』 - Spirit of a Woman (1977年)

### RedDog
- Hard Times (2009年)
- Nine-Tail Cat (2011年)

### 参加アルバム
- エリオット・マーフィー : 『ナイト・ライツ』 - Night Lights (1976年)
- モーリン・タッカー : 『テラストック』 - Moe Rocks Terrastock (2002年)
- The Loves : ...Love You (2010年)